# UTC+7:20
UTC+7:20 — часовий пояс, що використовувався в Сингапурі з 1933 по 1940 як літній час.

## Використання
Зараз не використовується

## Історія використання
Час UTC+7:20 використовувався:

### Як стандартний час
- Індонезія
  - Ачех
  - Бангка-Белітунг
  - Бантен
  - Бенгкулу
  - Джакарта
  - Джак'яварта
  - Джамбі
  - Західна Суматра
  - Західна Ява
  - Західний Калімантан
  - Лампунг
  - Острови Ріау
  - Південна Суматра
  - Північна Суматра
  - Ріау
  - Східна Ява
  - Центральна Ява
- Малайзія
- Сінгапур

### Як літній час
- Малайзія
- Сінгапур